# Ваповский, Андрей
Андрей Ваповский (ум. 23 февраля 1574) — польский магнат, подкоморий саноцкий, каштелян пшемысльский (1572—1574).

## Биография
Представитель польского дворянского рода Ваповских герба «Нечуя». Сын каштеляна пшемысльского Станислава Ваповского.
Наследственный владелец имения Ваповце в Пшемысльском предгорье, в долине реки Сан.
В 1565 году женился на Катаржине Мацеевской (1530—1604), дочери маршалка надворного коронного и старосты завихостского Станислава Мацеевского, от брака с которой имел сын Яна-Станислава (? — 1632).
В феврале 1574 года во время коронационных торжеств в честь вступления на польский престол французского принца Генриха Валуа каштелян пшемысльский Андрей Ваповский был убит Самуилом Зборовским. В припадке гнева Самуил Зборовский ударил его чеканом по голове. Убийца Андрея Ваповского был осужден за вечное изгнание из Польши.